# رنیوم تری‌اکسید
رنیوم تری‌اکسید (به انگلیسی: Rhenium trioxide) با فرمول شیمیایی ReO۳ یک ترکیب شیمیایی است. که جرم مولی آن ۲۳۴٫۲۰۵ g/mol می‌باشد. شکل ظاهری این ترکیب، مایع بی‌رنگ است.